# فرانك ماكوا
فرانك ماكوا (بالإنجليزية: Frank Makua)‏ هو لاعب كرة قدم جنوب أفريقي في مركز الوسط، ولد في 17 يناير 1974 في بريتوريا في جنوب أفريقيا. شارك مع منتخب جنوب أفريقيا لكرة القدم. أما مع النوادي، فقد لعب مع سوبر سبورت يونايتد وكايزر تشيفز.